# Comidista

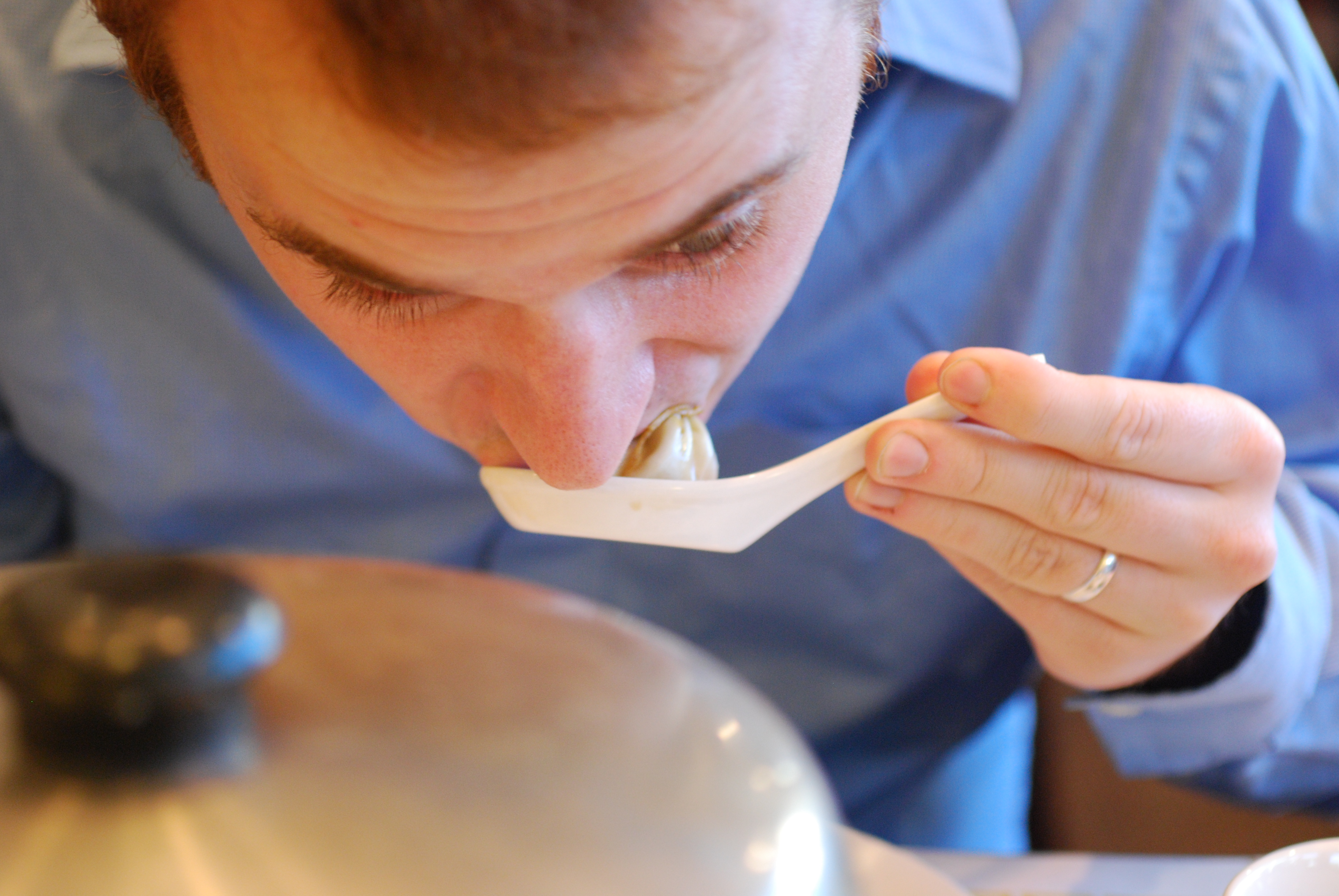
El comidista es aquel que «vive la gastronomía con pasión», y tiene un poco de chef y otro poco de gourmet.

Un comidista, conocido también con el anglicismo foodie (/fuːdi/), es la persona aficionada a la comida y a la bebida. La palabra inglesa fue acuñada en 1984 por Paul Levy, Ann Barr y Mat Sloan para su libro The Official Foodie Handbook (El manual oficial para los comidistas). En cambio, la voz española tiene su origen en un popular blog español de gastronomía llamado El Comidista, creado en 2010 por Mikel López Iturriaga, y en la actualidad no es reconocido por la Real Academia pero sí recomendada por la Fundéu.

## Distinción de gastrónomo
Aunque los dos términos a veces se usan como sinónimos, los comidistas se distinguen de los gastrónomos en que estos son aficionados con gusto refinado que pueden ser profesionales de la industria de comida, mientras que aquellos son aficionados, amantes de la buena mesa, a los que simplemente les encanta la comida por su consumo, estudio, preparación y noticias. Los gastrónomos simplemente quieren comer la mejor comida, mientras que los comidistas quieren aprender todo lo posible acerca de la comida, tanto lo mejor como lo común, y de la ciencia, industria y personajes que rodean a la comida. Por ello, los comidistas a veces se consideran interesados de forma obsesiva con todo lo que tiene que ver con asuntos culinarios.
La principal característica de los comidistas es que no se dejan llevar simplemente por los 'restaurantes premiados' o los más elegantes, sino por los lugares que tienen la calidad e innovación como primer objetivo.

## Intereses
Los típicos intereses y actividades de los foodies incluyen la industria de comida, bodegas y degustaciones de vino, ciencia de comida, seguir las inauguraciones y los cierres de restaurantes, distribución de comida, modas de comida, salud y la administración de restaurantes. Un foodie podría desarrollar un particular interés por un artículo específico, como la mejor nata de huevo o burrito. Muchas publicaciones tienen secciones dedicadas a los intereses de los foodies. El movimiento de foodies ocasionó durante los años 80 y 90 la aparición del canal estadounidense Food Network (Canal de comida) y otra programación especializada de comida como Iron Chef, un renacimiento de libros de cocina, revistas especializadas como Cook's Illustrated, un aumento de la popularidad de mercadillos dirigidos por granjeros, páginas Web sobre comida como la de "Zagat", blogs de comida como "foodieworld", tiendas de batería especializadas como "Williams-Sonoma" y la institución del chef célebre.